# Genaro Díaz
Genaro Díaz (Yerba Buena, Hato Mayor, Capitanía General de Santo Domingo, 1816 - 1 de marzo de 1906) fue un militar dominicano que participó en la contienda de la Independencia Nacional, luchando en las batallas de Azua (19 de marzo de 1844), la Estrelleta (17 de septiembre de 1845), de El Número (30 de marzo de 1849) y Santomé librada (22 de diciembre de 1855).
Genaro Díaz también participó en la Guerra de Restauración, luchando en la batalla de Sabana Burro y la batalla de San Nicolás.
Murió el 1 de marzo de 1906, a la edad de 90 años.